# Stationspostgebouw (Den Haag)
Het Stationspostgebouw in Den Haag nabij station Hollands Spoor bestaat uit twee vleugels, het voormalige postsorteercentrum en expeditieknooppunt en het voormalige stationspostkantoor met kantoorgedeelte.
Het gebouw is ontworpen door de architect Gustav Cornelis Bremer en is gebouwd tussen 1940 en 1949. Het heeft de status van rijksmonument en valt onder het functionalisme. De gevel wordt verrijkt door de beelden van Hildo Krop.
Het gebouw telde 8 étages in het kantoorgedeelte aan de Rijswijkseweg. De vier étages aan de Waldorpstraat, waar de postverwerking plaatsvond, vormden in feite één "machtige machine". Na ingebruikname tot midden jaren vijftig moet deze vleugel een van de modernste en meest gemechaniseerde postsorteercentra in de wereld zijn geweest.
Nadat het geruime tijd leeg heeft gestaan wordt het Stationspostgebouw herontwikkeld door "LIFE MAKES SENS" (LMS) naar het ontwerp van KCAP. Sinds 2021 huurt PostNL - de erfopvolger van de oorspronkelijke eigenaar PTT Post - een deel van het kantoorgebouw als hoofdkantoor.

## Chronologie
- 1939 Voor de oorlog wordt besloten om een nieuw hoofdpostkantoor bij één van de stations Staatsspoor of Hollands Spoor te bouwen. Na verwerving een stuk grond bij dat laatste station kan een ontwerp gemaakt worden.[6] Eind 1939 wordt de bouw aanbesteed.[7]
- 1940 Op 1 februari begint de bouw maar die wordt in juli 1942 tot hervatting - al in mei 1945 - stil gelegd.[8]
- 1949 Op 2 december wordt het gebouw opgeleverd.[9]
- 1950 Vanaf 5 oktober wordt het gebouw geleidelijk in gebruik genomen.[10]
- 1953 Op 21 november is het gehele gebouw officieel volledig in gebruik.[11]
- 1982 De gevel aan de Rijswijkseweg moet hersteld worden na vallende brokstukken.[12]
- 1987 Uitbreiding van het expeditieknoopunt met een nieuwe vleugel in bijpassende vorm.
- 1997 Nadat PTT Post besloten heeft om het postvervoer per trein te beëindigen wordt KPN vastgoed belast met de verkoop van het gebouw. Gezocht wordt naar een herbestemming.[13]
- 2019 PostNL besluit om het hoofdkantoor aan de Prinses Beatrixlaan en het hoofdkantoor van de pakketpost uit Hoofddorp samen te voegen en in 2021 naar het Stationspostgebouw te verhuizen.[14] Een andere huurder is de Belgische werkplekverhuurder Fosbury & Sons. Daarmee is de herbestemming van het complete complex als kantoorgebouw een feit en kan de verbouwing op 20 december beginnen.[15]

## Externe verwijzingen
- Architectuur.org Stationspostgebouw: "In 1987-1990 is naar ontwerp van Rob Ligtvoet van Kraaijvanger Urbis een uitbreiding gerealiseerd."
- Archiwijzer  Stationspostgebouw Rijswijkseweg 13-21, Waldorpstraat 1-15 Den Haag]
- Verlaten Spoor - Reportage
- Jan de Wandelaar: De herontwikkeling van het Stationspostgebouw Waldorpstraat in het HS Kwartier deel 1 en deel 2
- De lucht in, maar op straat gebeurt het - 2021-01-17 Herman Rosenberg. Artikel over het hele project waarvan de herbestemming van het Stationspostgebouw als eerste gerealiseerd is.